# Сибринг (Флорида)
Си́бринг (англ. Sebring) — город в округе Хайлендс, штат Флорида, США. Население, по данным переписи 2010 года — 10 491 человек, общая площадь — 41,34 км². Город является окружным центром округа Хайлендс.
Через город проходит одноимённая трасса, являющаяся одной из старейших постоянно действующих гоночных трасс в США. Её первое использование состоялось в 1950 году, а в 1959 году она принимала Гран-при США «Формулы-1». В настоящее время трасса наиболее известна как место проведения ежегодной гонки на выносливость «12 часов Сибринга» и ежегодной гонки WeatherTech SportsCar Championship.

## История
Город был основан Джорджем Юджином Сибрингом (англ. George Eugene Sebring) (1859—1927), мастером по керамике из Огайо в 1912 году. В 1911 году он приехал в эту местность на рыбалку, а к 1912 году построил здесь участок, который и стал впоследствии городом. Старый участок в Огайо он продал своему племяннику Чарльзу Ли Сибрингу. В настоящее время этот участок является деревней и также называется Сибринг.
В 1913 году законодательным органом штата Флорида город получил свой официальный статус. В него была проведена железная дорога Атлантического побережья и это дало толчок для увеличения численности населения. Также на прирост населения влияла рекламная кампания, запущенная в северо-восточной части Соединенных Штатов.

## География и климат
Сибринг расположен в северо-западной части округа Хайлендс. Его общая площадь составляет 41,5 км² (16 кв. миль), из которых 25,8 км² (10 кв. миль) — земельные участки и 15,7 км² (6,1 кв. миль) — водная поверхность (37,8 % от общей площади города).
Климат Сибринга — влажный субтропический (по классификации климатов Кёппена), с жарким, влажным летом и прохладными сухими зимами. В отличие от большинства мест с аналогичной классификацией климата, осадки Сибринга явно сезонные — примерно 57 процентов от общего количества осадков приходится на летний период в июне-сентябре.

## Население
Таблица ниже показывает годы переписи населения в США, число зарегистрированных на переписи жителей Сербинга и процентное изменение населения по сравнению с предыдущей переписью.
| Год переписи                     | Нас.  |        | %±     |
| -------------------------------- | ----- | ------ | ------ |
| 1920                             | 812   |        | —      |
| 1930                             | 2912  |        | 258,6% |
| 1940                             | 3155  |        | 8,3%   |
| 1950                             | 5006  |        | 58,7%  |
| 1960                             | 6939  |        | 38,6%  |
| 1970                             | 7223  |        | 4,1%   |
| 1980                             | 8736  |        | 20,9%  |
| 1990                             | 8900  |        | 1,9%   |
| 2000                             | 9667  |        | 8,6%   |
| 2010                             | 10491 |        | 8,5%   |
| 2016                             | 10638 | [ 18 ] | 1,4%   |
| 1920–2016 Перепись населения США |       |        |        |

## Фотогалерея

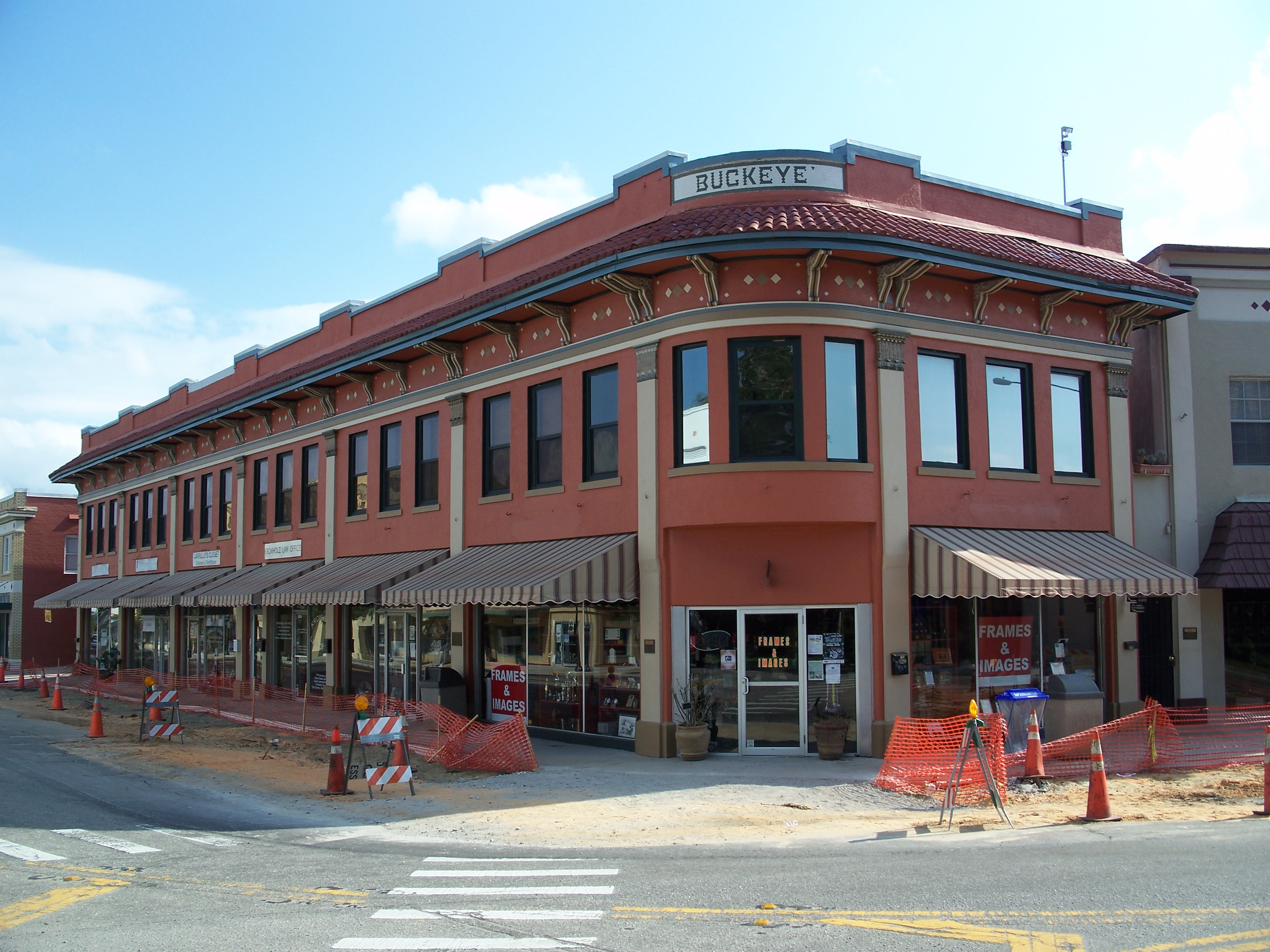
Исторический район, 2010
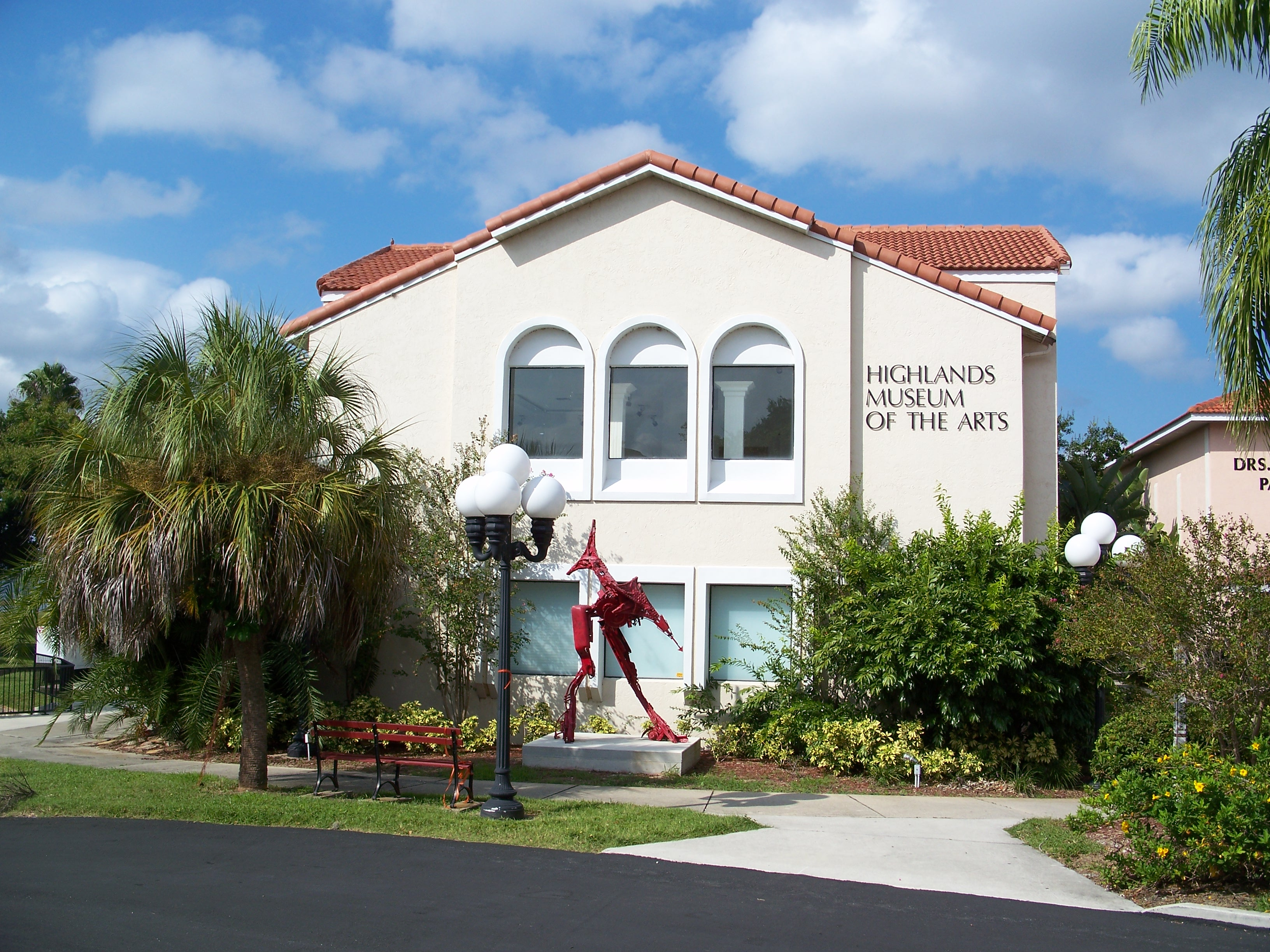
Музей искусств, 2010
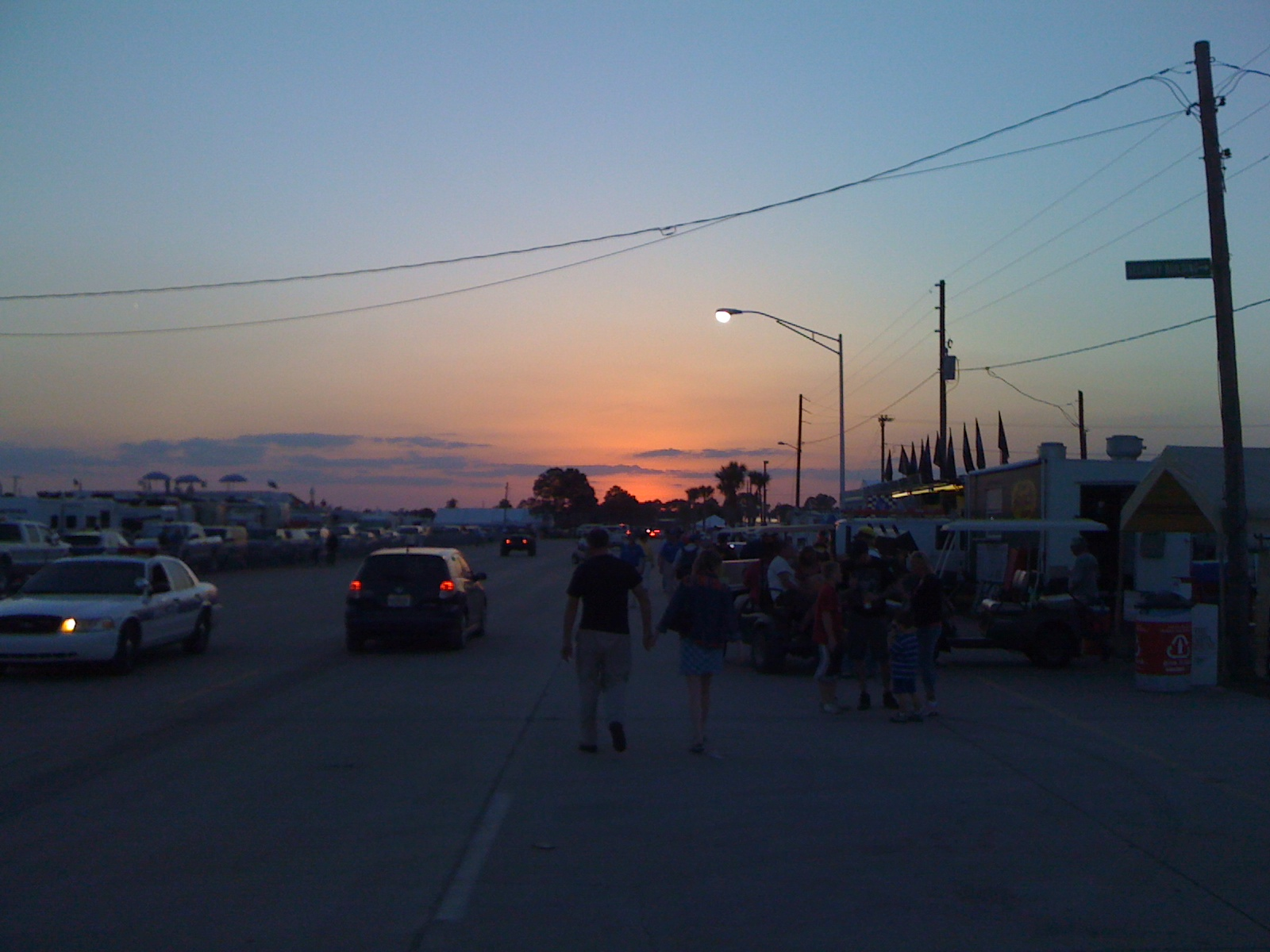
Панорама одной из улиц, 2010
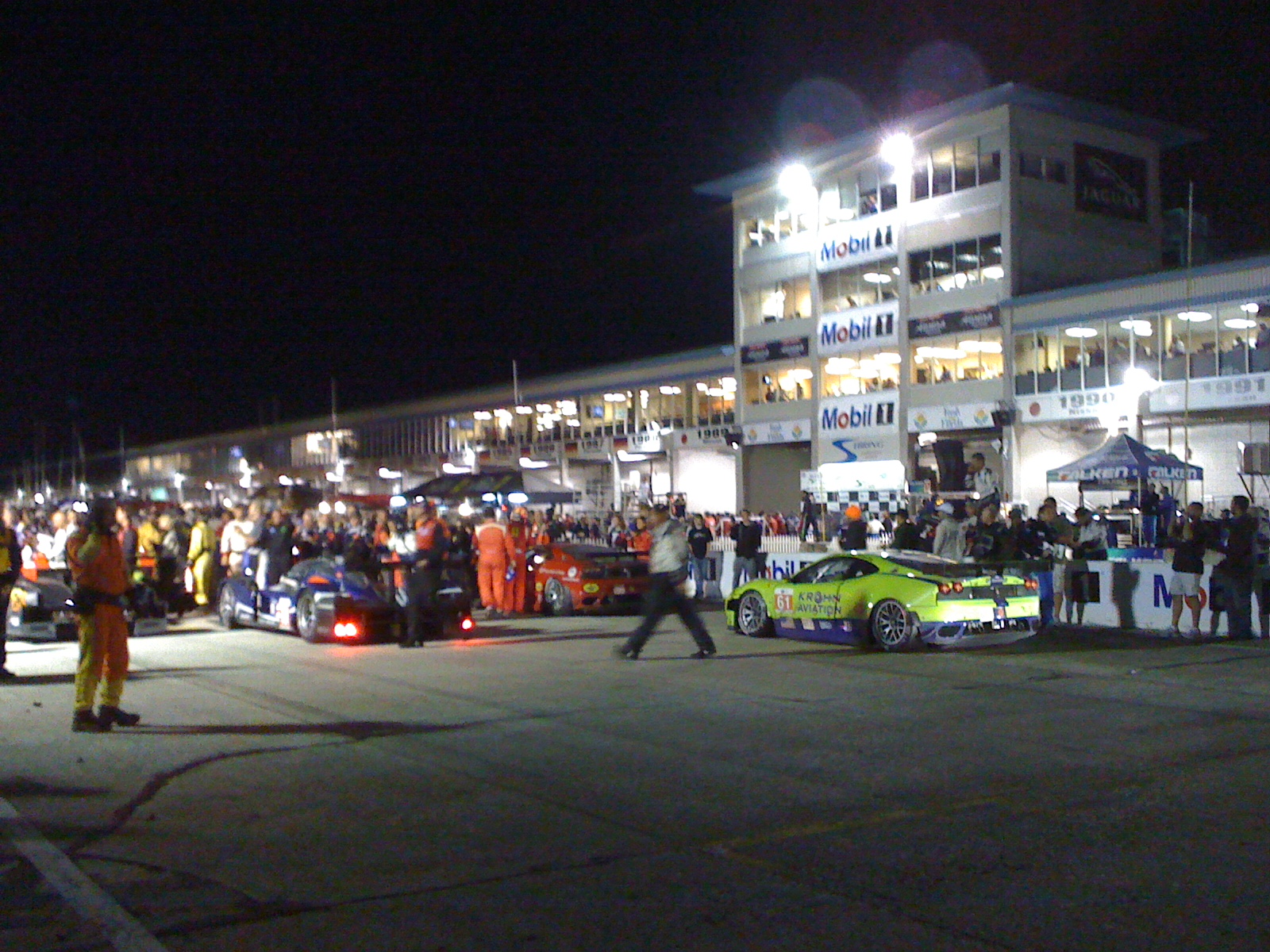
Автомобильный спорт, 2010
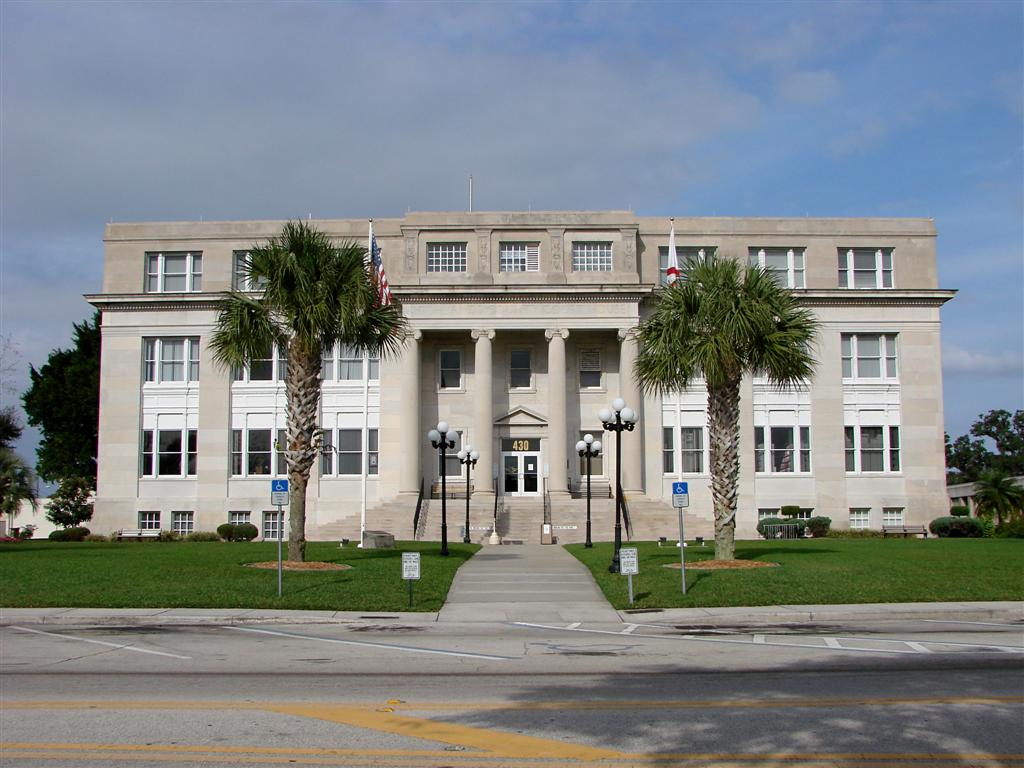
Здание округа Хайлендс, 2007
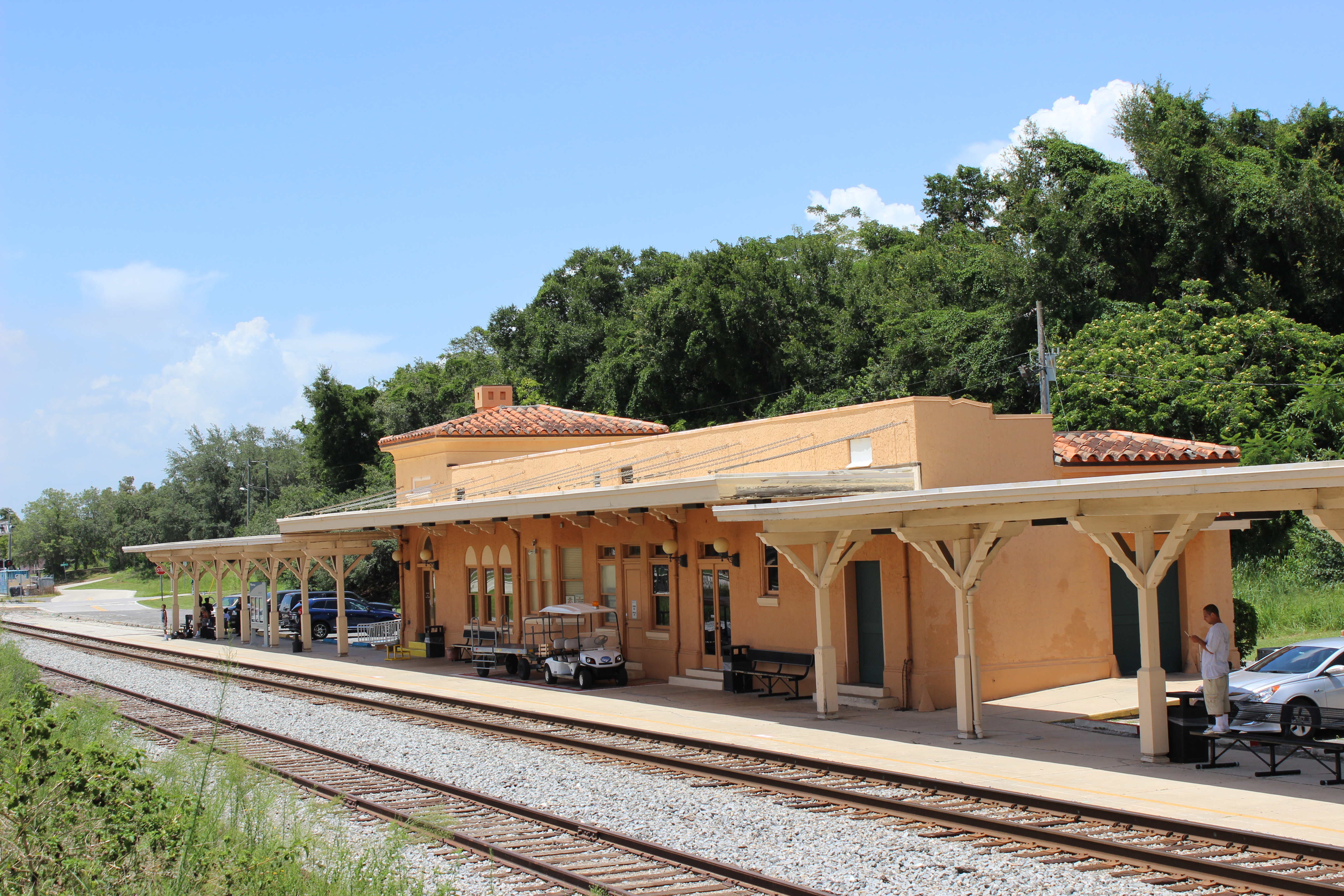
Железнодорожная станция, 2015
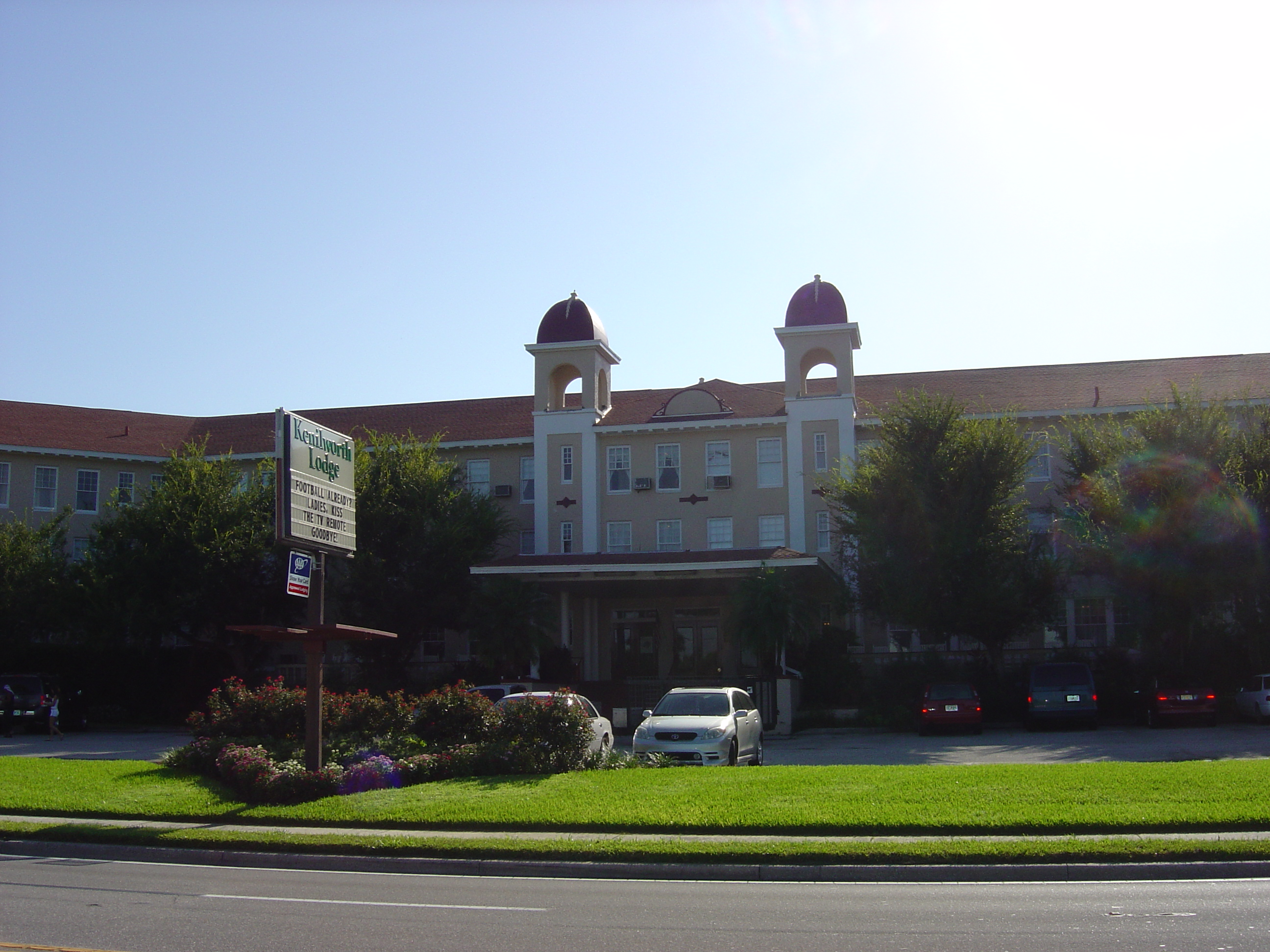
Отель Kenilworth Lodge, 2007
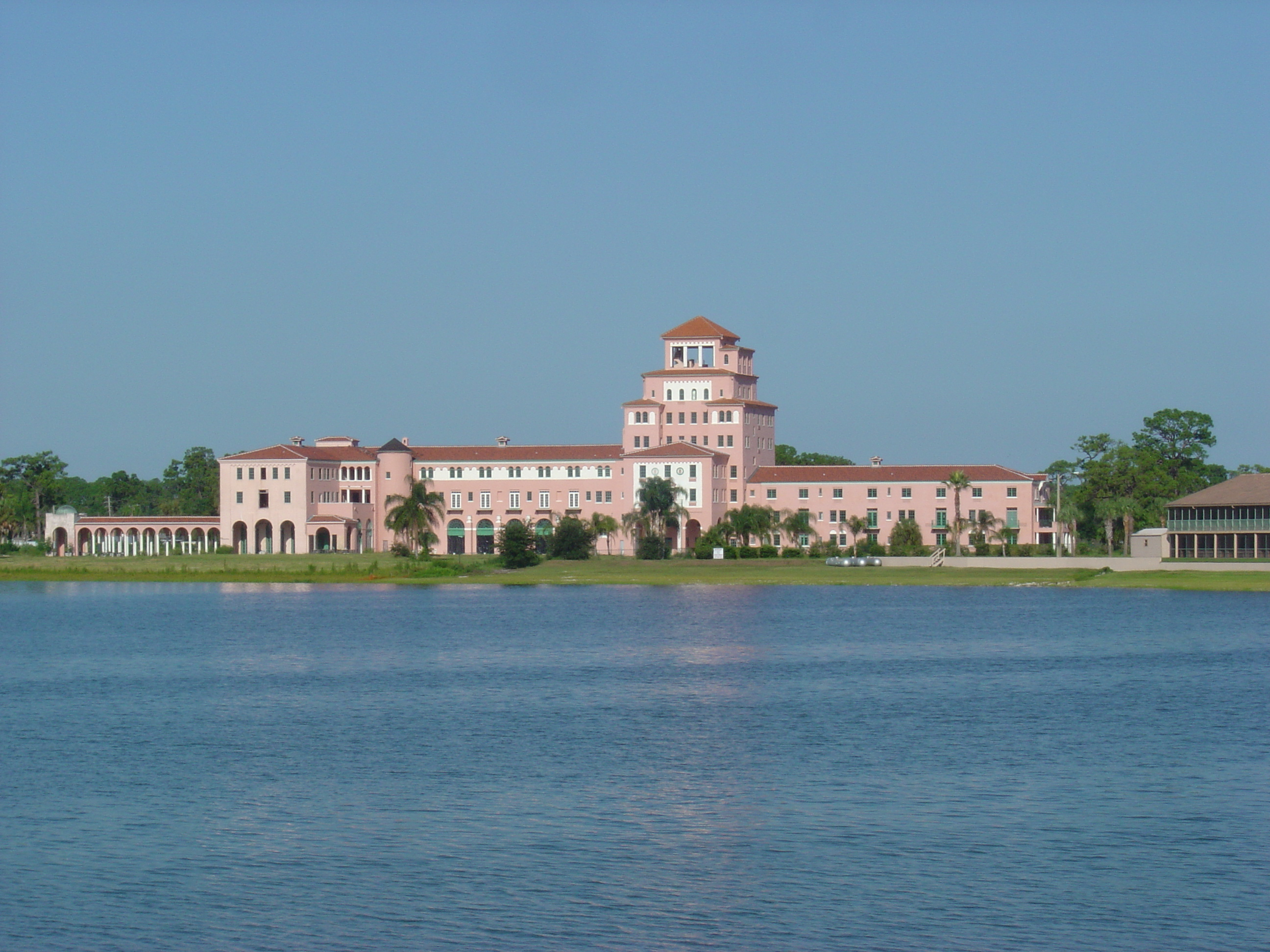
Отель Harder Hall, 2007